# Liste des rencontres du Groupe Bilderberg
Depuis 1954, le Groupe Bilderberg a organisé une rencontre par année accessible sur invitation seulement.

## Liste chronologique des meetings
| Date                    | Hôtel                                                      | Pays, région, ville |
| ----------------------- | ---------------------------------------------------------- | --- |
| 1954 (29-31 mai)        | Hôtel de Bilderberg                                        | Pays-Bas, Oosterbeek |
| 1955 (18-20 mars)       | Hôtellerie du Bas-Breau                                    | France, Barbizon |
| 1955 (23-25 septembre)  | Grand Hotel Sonnenbichl                                    | Allemagne de l'Ouest, Garmisch-Partenkirchen |
| 1956 (11-13 mai)        | Hotel Store Kro                                            | Danemark, Fredensborg |
| 1957 (15-17 février)    | King and Prince Hotel                                      | États-Unis, Géorgie, île de Saint-Simon |
| 1957 (4-6 octobre)      | Grand Hotel Palazzo della Fonte                            | Italie, Fiuggi |
| 1958 (13-15 septembre)  | Palace Hotel                                               | Royaume-Uni, Buxton |
| 1959 (18-20 septembre)  | Çinar Hotel                                                | Turquie, Istanbul, Yeşilköy |
| 1960 (28-29 mai)        | Palace Hotel                                               | Suisse, Bürgenstock (Ennetbürgen) |
| 1961 (21-23 avril)      | Manoir St. Castin                                          | Canada, Québec, Lac-Beauport |
| 1962 (18-20 mai)        | Grand Hotel Saltsjöbaden (sv)                              | Suède, Saltsjöbaden |
| 1963 (29-31 mai)        |                                                            | France, Cannes |
| 1964 (20-22 mars)       |                                                            | États-Unis, Williamsburg (Virginie) |
| 1965 (2-4 avril)        | Villa d'Este                                               | Italie, Cernobbio |
| 1966 (25-27 mars)       | Nassauer Hof Hotel Wiesbaden                               | Allemagne de l'Ouest, Wiesbaden |
| 1967 (31 mars- 2 avril) |                                                            | Royaume-Uni, Cambridge |
| 1968 (26-28 avril)      |                                                            | Canada, Québec, Mont Tremblant |
| 1969 (9-11 mai)         | Hotel Marienlyst                                           | Danemark, Helsingør |
| 1970 (17-19 avril)      | Grand Hotel Quellenhof                                     | Suisse, Bad Ragaz |
| 1971 (23-25 avril)      | Woodstock Inn                                              | États-Unis, Vermont, Woodstock |
| 1972 (21-23 avril)      | La Reserve du Knokke-Heist                                 | Belgique, Knokke |
| 1973 (11-13 mai)        | Grand Hotel Saltsjöbaden (sv)                              | Suède, Saltsjöbaden |
| 1974 (19-21 avril)      | Hotel Mont d'Arbois                                        | France, Megève |
| 1975 (22-24 avril)      | Golden Dolphin Hotel                                       | Turquie, Izmir, Çeşme |
| 1976                    |                                                            | Pas de conférence. La conférence Bilderberg de 1976 était planifiée en avril, à The Homestead à Hot Springs en Virginie aux États-Unis. En raison de l'affaire Lockheed impliquant alors le prince Bernhard de Lippe-Biesterfeld, la conférence a dû être annulée dès le 5 mars. |
| 1977 (22-24 avril)      | Paramount Imperial Hotel                                   | Royaume-Uni, Torquay |
| 1978 (21-23 avril)      | Chauncey Conference Center                                 | États-Unis, New Jersey, Princeton |
| 1979 (27-29 avril)      | Grand Hotel Sauerhof                                       | Autriche, Baden bei Wien |
| 1980 (18-20 avril)      | Dorint Sofitel Quellenhof Aachen                           | Allemagne de l'Ouest, Aachen |
| 1981 (15-17 mai)        | Palace Hotel                                               | Suisse, Bürgenstock (Ennetbürgen) |
| 1982 (14-16 mai)        | Rica Park Hotel Sandefjord                                 | Norvège, Sandefjord |
| 1983 (13-15 mai)        | Château Montebello                                         | Canada, Montebello, Québec, Canada |
| 1984 (11-13 mai)        | Grand Hotel Saltsjöbaden (sv)                              | Suède, Saltsjöbaden |
| 1985 (10-12 mai)        | Doral Arrowwood Hotel                                      | États-Unis, New York, Rye Brook |
| 1986 (25-27 avril)      | Gleneagles Hotel                                           | Royaume-Uni, Auchterarder, Gleneagles |
| 1987 (24-26 avril)      | Villa d'Este                                               | Italie, Cernobbio |
| 1988 (3-5 juin)         | Interalpen-Hotel Tyrol                                     | Autriche, Telfs-Buchen |
| 1989 (12-14 mai)        | Gran Hotel de La Toja                                      | Espagne, Isla de La Toja |
| 1990 (11-13 mai)        | Harrison Conference Center                                 | États-Unis, New York, Glen Cove |
| 1991 (6-9 juin)         | Steigenberger Badischer Hof Hotel, Schlosshotel Bühlerhöhe | Allemagne, Bühl près de Baden-Baden |
| 1992 (21-24 mai)        | Royal Club Evian Hotel, Ermitage Hotel                     | France, Évian-les-Bains |
| 1993 (22-25 avril)      | Nafsika Astir Palace Hotel                                 | Grèce, Vouliagméni |
| 1994 (2-5 juin)         | Kalastajatorppa Hotel                                      | Finlande, Helsinki |
| 1995 (8-11 juin)        | Palace Hotel                                               | Suisse, Bürgenstock (Ennetbürgen) |
| 1996 (30 mai-2 juin)    | CIBC Leadership Centre aka The Kingbridge Centre           | Canada, Ontario, King City |
| 1997 (12-15 juin)       | Pine Isle resort à Lac Lanier (démoli)                     | États-Unis, Géorgie |
| 1998 (14-17 mai)        | Turnberry Hotel                                            | Royaume-Uni, Turnberry |
| 1999 (3-6 juin)         | Caesar Park Hotel Penha Longa                              | Portugal, Sintra |
| 2000 (1-4 juin)         | Chateau du Lac Hotel                                       | Belgique, Bruxelles, Genval |
| 2001 (24-27 mai)        | Hotel Stenungsbaden                                        | Suède, Stenungsund |
| 2002 (30 mai-2 juin)    | Westfields Marriott                                        | États-Unis, Virginie, Chantilly |
| 2003 (15-18 mai)        | Trianon Palace Hotel                                       | France, Versailles |
| 2004 (3-6 juin)         | Grand Hotel des Iles Borromees                             | Italie, Stresa |
| 2005 (5-8 mai)          | Dorint Sofitel Seehotel Überfahrt                          | Allemagne, Rottach-Egern |
| 2006 (8-11 juin)        | Brookstreet Hotel (en)                                     | Canada, Ontario, Ottawa, Kanata |
| 2007 (31 mai-3 juin)    | Ritz-Carlton Hotel                                         | Turquie, Istanbul, Şişli |
| 2008 (5-8 juin)         | Westfields Marriott                                        | États-Unis, Virginie, Chantilly, |
| 2009 (14-16 mai)        | Astir Palace resort                                        | Grèce, Athènes, |
| 2009                    | préconférence au Château de Val Duchesse                   | Belgique, Bruxelles |
| 2010 (3-6 juin)         | Hotel Dolce                                                | Espagne, Sitges (30 kilomètres de Barcelone). |
| 2011 (9-12 juin)        | Suvretta House                                             | Suisse, Saint-Moritz. Liste nominative dévoilée par le site 20 Minuten Online en juin 2011. |
| 2012 (31 mai-3 juin)    | Westfields Marriott                                        | États-Unis, Virginie, Chantilly |
| 2013 (6-9 juin)         | The Grove                                                  | Royaume-Uni, Hertfordshire, Watford |
| 2016 (9-12 juin)        | Hôtel Taschenbergpalais                                    | Allemagne, Dresde |
| 2017 (1-4 juin)         |                                                            | États-Unis, Chantilly |
| 2018 (7-10 juin)        |                                                            | Italie, Turin |
| 2019                    | Fairmont Le Montreux Palace                                | Suisse, Montreux |
| 2022 (2-5 juin)         |                                                            | États-Unis, Washington DC |
| 2023 (18-21 mai)        | Pestana Palace                                             | Portugal, Lisbonne |